# Landoma jezik
Landoma jezik (ISO 639-3: ldm; cocoli, landouman, landuma, tiapi, tyapi, tyopi), jedan od sedam baga jezika, šira skupina temne, nigersko-kongoanska porodica, kojim govori oko 14 400 ljudi (Vanderaa 1991) između gornjih tokova rijeka Rio Nunez i Rio Pongas u Gvineji.
Srodni su mu baga binari [bcg] i themne [tem]. Dijalekt: tiapi (tapessi). 

## Vanjske poveznice
- Ethnologue (14th)
- Ethnologue (15th)